# Eopachyrucos
Eopachyrucos és un gènere extint de mamífers notoungulats de la família dels interatèrids que visqueren a Sud-amèrica des de l'Eocè inferior fins a l'Oligocè superior, fa entre 28,4 i 48 milions d'anys. Se n'han trobat restes fòssils a l'Argentina i l'Uruguai. Tenien les dents dotades d'arrels. E. ranchoverdensis tenia les dents postcanines de corona més baixa que E. pliciformis. A més a més, era considerablement més grossa que el seu congènere. El nom genèric Eopachyrucos significa ‘Pachyrucos [sic] de l'alba’.